# Висоцький Петро Йосипович
Петро Йосипович Висоцький (рос. Пётр Иосифович Высоцкий; 12 січня 1916, Ширяєве — 12 січня 1946) — радянський льотчик-бомбардувальник, Герой Радянського Союзу.

## Біографія
Народився 12 січня 1916 року в селі Ширяєвому (нині Путивльського району Сумської області) в селянській родині. Росіянин. Дитячі та шкільні роки провів в рідному селі. Після закінчення 7-й класів школи виїхав у Київ, працював слюсарем на одному з заводів.
У 1935 році, за спецнабором ЦК ВЛКСМ, призваний до лав Червоної армії. Був направлений на навчання в Качинську військову авіаційну школу пілотів, яку закінчив у 1937 році. Служив у 147-му бомбардувальному авіаційному полку Ленінградського військового округу.
Учасник радянсько-фінської війни 1939—1940 років. За зразкове виконання завдань командування і проявлену при цьому мужність був нагороджений медаллю «За відвагу».
З початком німецько-радянської війни в діючій армії. Член ВКП(б) з 1941 року. Як досвідчений льотчик, був направлений в окрему розвідувальну ескадрилью. Здійснив 138 розвідувальних польотів, з них 94 — на велику відстань і 44 вильоти на бомбардування різних об'єктів противника. У 1942 році двічі був удостоєний ордена Червоного Прапора.
Влітку 1944 року брав участь у боях в небі Карелії. Командував ескадрильєю 80-го ближньобомбардувального авіаційного полку 261-ї змішаної авіаційної дивізії (7-ма повітряна армія, Карельський фронт). Був нагороджений орденом Вітчизняної війни 1-го ступеня.
До середини 1944 року майор Петро Висоцький зробив 143 успішних бойових вильотів на розвідку, бомбардування опорних пунктів, скупчень живої сили і техніки противника. У жовтні 1944 року брав участь у боях в Заполяр'ї, потім брав участь у визволенні Норвегії.
Указом Президії Верховної Ради СРСР від 2 листопада 1944 року за зразкове виконання бойових завдань командування на фронті боротьби з німецько-фашистськими загарбниками і проявлені при цьому мужність і героїзм, майору Висоцькому Петру Йосиповичу присвоєно звання Героя Радянського Союзу з врученням ордена Леніна і медалі «Золота Зірка» (№ 4 308).
Після війни продовжував службу у Військово-повітряних силах СРСР. 12 січня 1946 року загинув в авіаційній катастрофі. Був похований у селі Волосовому Чеховського району Московської області. Пізніше, на прохання матері Героя, його перепоховали на Байковому кладовищі в Києві.

## Відзнаки
Нагороджений орденом Леніна (2 листопада 1944), двома орденами Червоного Прапора (обидва в 1942 році), орденом Вітчизняної війни 1-го ступеня (1944), медалями (в тому числі медаллю «За відвагу»).